# 八丁堀停留場
八丁堀停留場（はっちょうぼりていりゅうじょう、八丁堀電停）は、広島県広島市中区にある広島電鉄の停留場。
本線および当停留場を起点とする白島線が接続する。駅番号はM05。本線広島駅方面ホームのみ八丁堀に、その他のホームは鉄砲町に位置する。

## 歴史
八丁堀停留場に乗り入れる2つの路線、本線と白島線は1912年（大正元年）11月に同時に開通し、当停留場もこれと同時に開設されている。「八丁堀」の名からも窺えるように、路線は広島城の外堀を埋め立てて造られた道路上に敷かれ、白島線の線路は現在より西側の道路上に敷かれていた。
1945年（昭和20年）8月6日の広島市への原子爆弾投下により広島電鉄の市内線は被害を受けるが、本線は己斐方面から順次復旧し、同年9月には当停留場から紙屋町方面が、10月には広島駅方面も運行を再開した。一方の白島線は戦後に新しく建設された白島通りへと路線が移設され、1952年（昭和27年）に運行を再開している。当停留場の白島線ホームもこのとき100メートル東へ移設され、それまでの線路は廃止された。

### 年表
- 1912年（大正元年）11月23日：本線および白島線開業に伴い設置[2][4]。

- 1945年（昭和20年）
  - 8月6日：原爆投下により休止[2]。

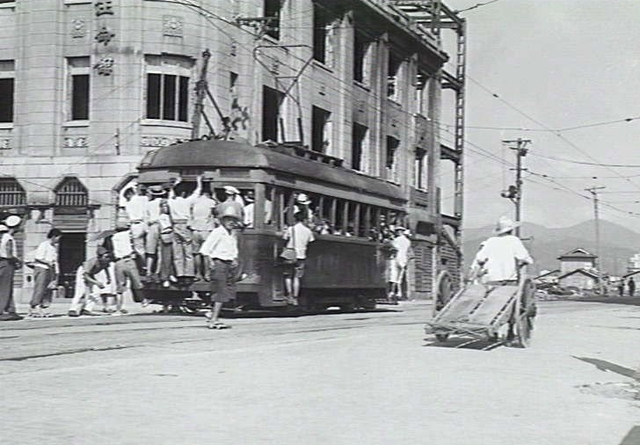
1946年。後ろは福屋旧館。

  - 9月7日：本線の紙屋町 - 当停留場間が運転再開[2]。
  - 10月1日：本線の当停留場 - 山口町間が運転再開[2]。
- 1952年（昭和27年）6月10日：白島通りの完成により、白島線が営業再開[5]。路線が移設され、当停留場の白島線ホームも現在地に移設[2][5]。
- 1996年（平成8年）10月：駅番号制定に伴い本線側に「M7」、白島線側に「W1」を付与[6]。
- 2013年（平成25年）2月15日：9号線の運行が当停留場から江波まで延長[7][8]。
- 2025年（令和7年）8月3日：駅番号を「M05」へ統一[9]。

## 停留場構造

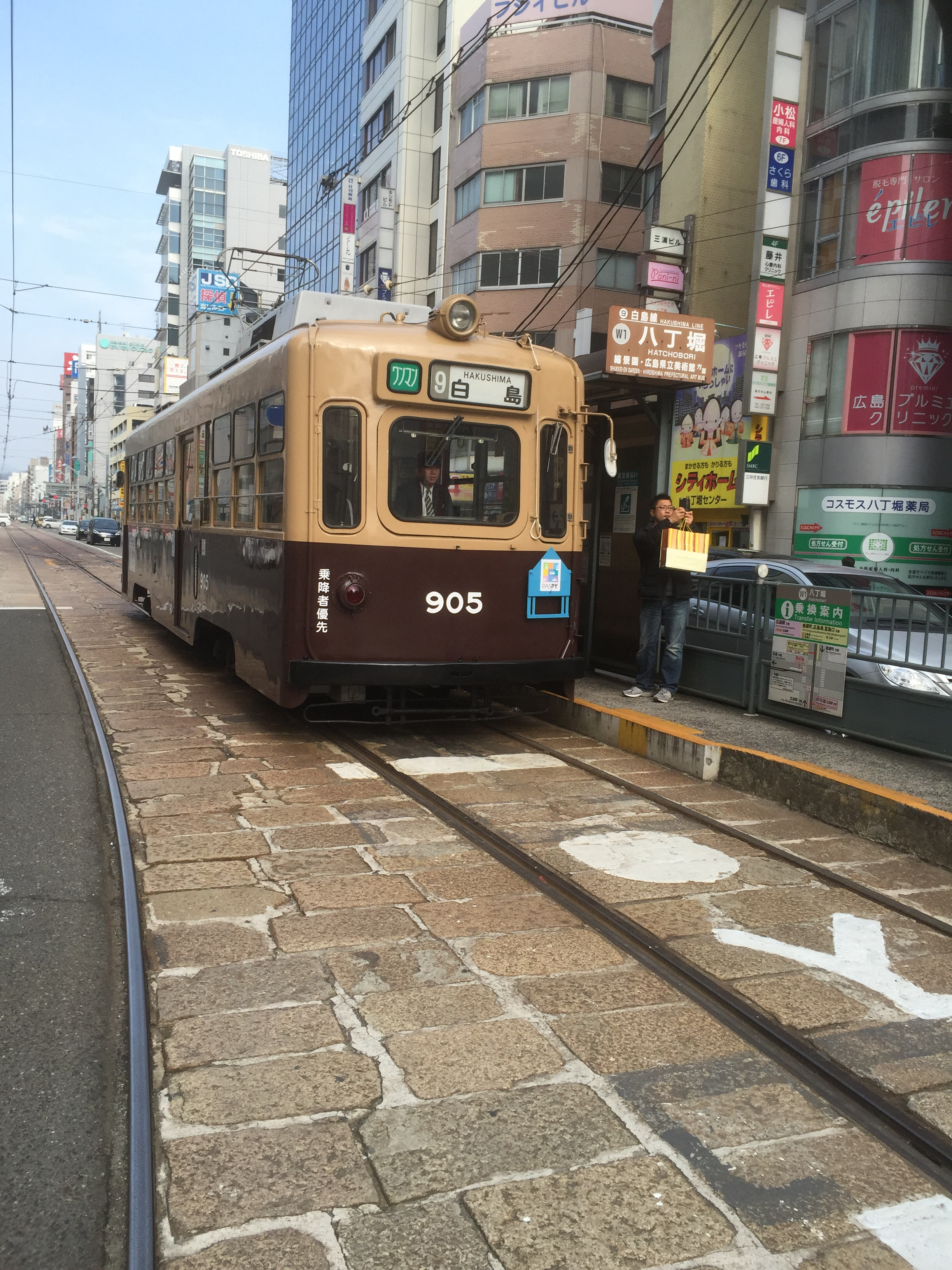
白島線ホームに到着した車両

広島電鉄の市内線はほぼ全区間で道路上に軌道が敷設された併用軌道で、当停留場も相生通りと白島通りが交差する八丁堀交差点の上に軌道が敷かれている。本線は東西方向に2本の線路が伸び、ホームはそれを挟みこむように2面置かれている。ただし互いのホームは交差点を挟んで斜向かいに位置していて、交差点の東に広電西広島（己斐）駅方面の下りホーム、西に広島駅方面の上りホームがある。
いっぽう白島線の軌道は本線の両ホームの間から分岐し、2本の線路が北方向へ通じる。白島線の線路は西方向に伸びる本線下り側の線路とつながっている。ホームは交差点の北、上り線側に1面のみで、片面のみが線路に接するように配されている（単式ホーム）。乗り場の北側には渡り線があり、折り返しの営業列車は上りホームに到着後そのまま折り返し、渡り線を通って白島方面へ向かう。
1977年（昭和52年）には電車の接近を知らせる表示器が、1988年（昭和63年）には上屋が備え付けられている。このうち接近表示器は2008年（平成20年）2月に改良が加えられ、到着までの時間や車両の種類も表示されるようになった。駅員は配置されていない無人駅であるが、フラワーフェスティバルやとうかさんの開催時には出札要員が配置され、可搬式運賃箱を用いた運賃収受を行う。

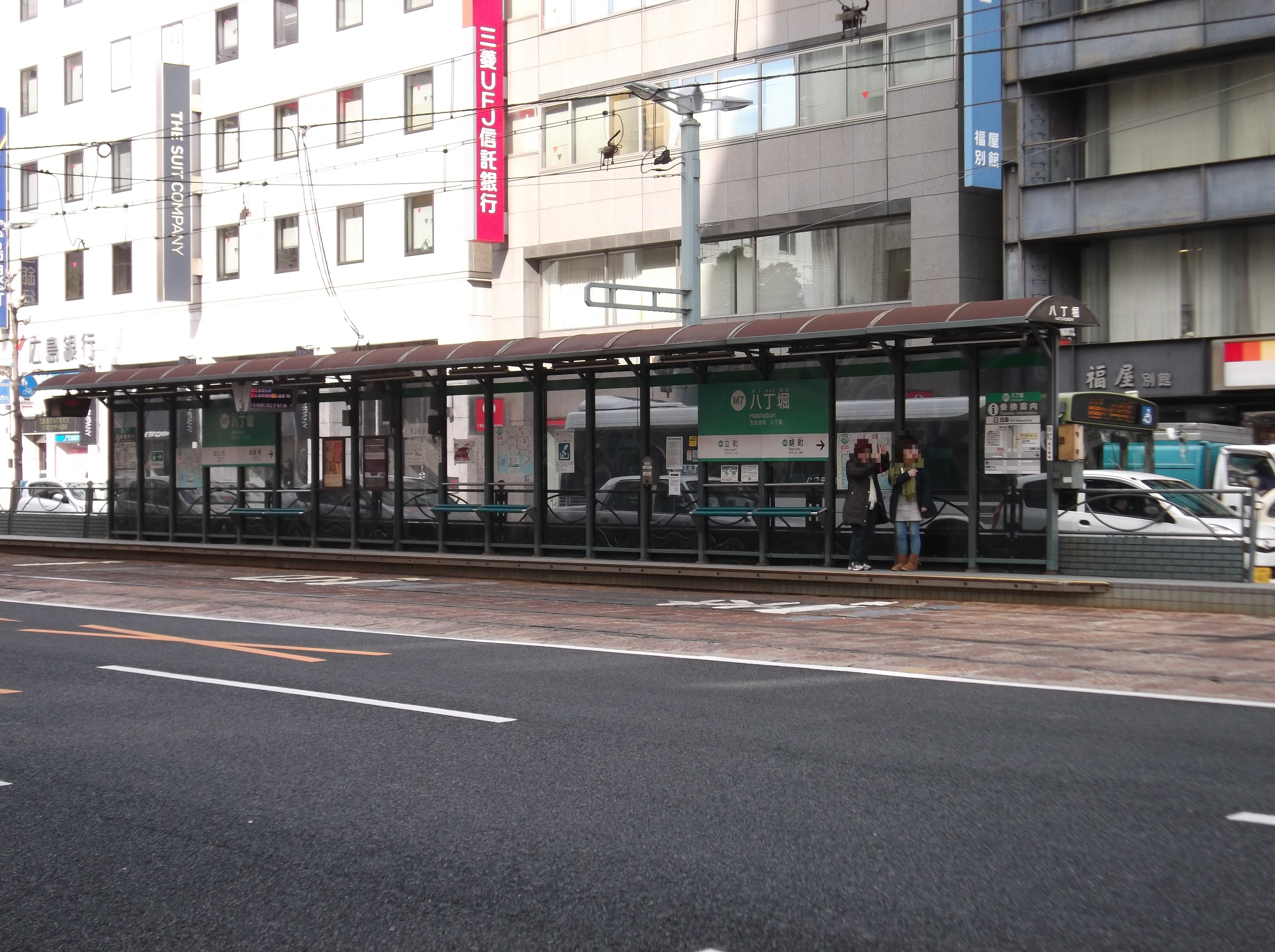
本線上り広島駅方面ホーム
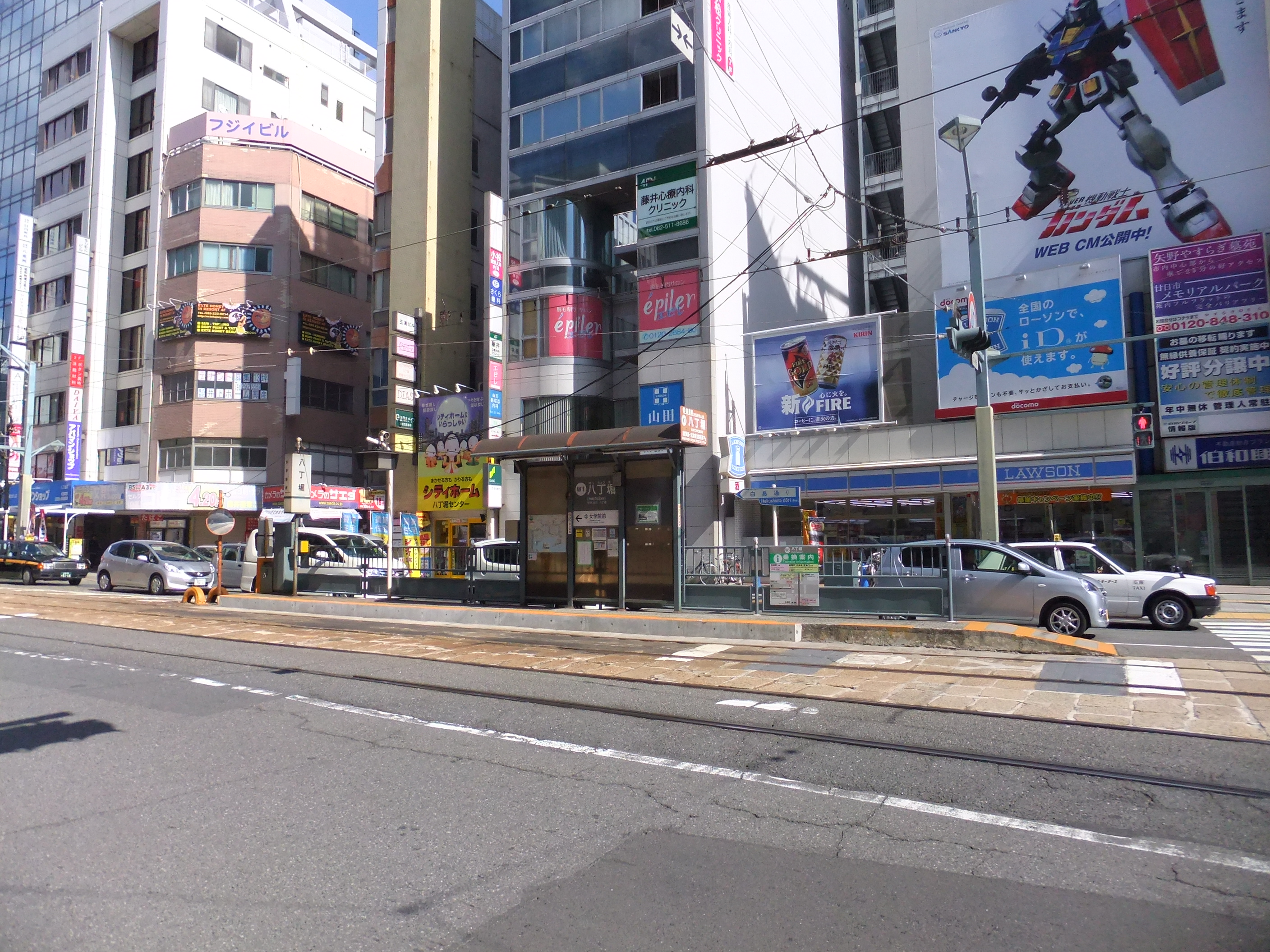
白島線ホーム

### 運行系統
当停留場には広島電鉄が運行する系統のうち1号線、2号線、6号線、9号線、それに0号線が乗り入れる。当停留場を経由して本線と白島線を結ぶのは9号線で、それ以外の系統は本線の乗り場のみを使用する。
9号線は従来白島停留場と当停留場を結ぶ便のみだったが、2013年のダイヤ改正により、一部の便が当停留場から本線に直通することとなり、江波線の終点である江波停留場まで運行が延長された。この直通運転の際には、白島行きが本線広島駅方面行きホームに、江波行きが白島線ホームに停車する運用となっている。
| 本線下りホーム （紙屋町東方面） | 1号線                 | （広電本社前経由）広島港（宇品）ゆき               |
| 本線下りホーム （紙屋町東方面） | 2号線                 | （土橋経由）広電宮島口ゆき、広電西広島（己斐）ゆき |
| 本線下りホーム （紙屋町東方面） | 6号線                 | （土橋経由）江波ゆき                               |
| 本線下りホーム （紙屋町東方面） | 0号線                 | 広電本社前ゆき、日赤病院前ゆき                     |
| 本線上りホーム （広島駅方面）   | 1号線 · 2号線 · 6号線 | 広島駅ゆき                                         |
| 本線上りホーム （広島駅方面）   | 9号線                 | 白島ゆき（本線からの直通電車のみ）                 |
| 白島線ホーム （白島方面）       | 9号線                 | 白島ゆき                                           |
| 白島線ホーム （白島方面）       | 9号線                 | 江波ゆき（本線への直通電車のみ）                   |

## 利用状況
各年度の「移動等円滑化取組報告書（軌道停留場）」によると、近年の1日平均乗降人員は以下の通りである。
| 年度                | 1日平均乗降人員 | 1日平均乗降人員 |
| 年度                | 本 線           | 白島線          |
| ------------------- | --------------- | --------------- |
| 2019年（令和 元年） | 12,078          | 2,107           |
| 2020年（令和02年）  | 7,774           | 957             |
| 2021年（令和03年）  | 7,279           | 1,919           |
| 2022年（令和04年）  | 8,618           | 2,020           |
| 2023年（令和05年）  | 9,273           | 2,062           |
| 2024年（令和05年）  | 9,159           | 2,014           |

## 停留場周辺
周辺は広島市の繁華街で、南には広島三越と福屋八丁堀本店が店を構える。
- 広島金座街商店街
- 広島市中の棚商店街
- 広島本通商店街
- 袋町裏通り
- えびす通り商店街
- 流川
- 流川通り
- 天満屋八丁堀ビル - ヤマダ電機LABI広島を核とする商業施設
- ひろぎんウツミヤ証券
- 広島ちゅうぎんビル
  - 中国銀行広島支店
  - 岡山県関係のマスコミ（山陽新聞、RSK山陽放送、岡山放送、瀬戸内海放送）の広島支社が集まっている。
- 広島パルコ
- 四国銀行広島支店

## 隣の停留場
広島電鉄
本線
快速
稲荷町停留場 (M02) → 八丁堀停留場 (M05) → 紙屋町東停留場 (M07)
各駅停車
胡町停留場 (M04) - 八丁堀停留場 (M05) - 立町停留場 (M06)
白島線
（一部列車が江波方面へ直通） - 八丁堀停留場 (M05) - 女学院前停留場 (W01)